# Марцево
Марцево — крупная узловая грузовая железнодорожная станция Ростовского региона Северо-Кавказской железной дороги, находящаяся в городе Таганроге на улице Вокзальной.

## Деятельность станции
По станции осуществляется круглосуточный прием и отправление грузовых поездов, сортировочная работа на горке, подача и уборка вагонов на пути грузового двора, пути необщего пользования (подъездные пути) многих таганрогских предприятий, в том числе ТАНТК им. Бериева, Стройдеталь, Кобарт, Куйбышевазот, Евраз металл Инпром, Грузовой центр, Логистика 61, Морион, ТДСУ, ЖелДорПром, 23 МОЗ, ТагАз, Центральный элеватор, воинская часть. На станции также производится отстой грузовых составов для Таганрогского морпорта, Тагмета, а также маневровые работы.
Класс станции — первый. Штат работников- более 100 человек.
На станции имеется одноэтажное здание вокзала выполненное в стиле "сталинский ампир", в котором размещается приемная и кабинет начальника станции, кабинеты его заместителей и главного инженера, технический отдел, административные службы, зал для совещаний,помещение для селекторной связи, бытовые и санитарные помещения.
В другом крыле здания расположены подразделения и руководство Стрелковой команды Марцево, относящаяся к Ведомственной охране Минтранса РФ. Маневровый диспетчер и дежурный по станции размещены в находящемся рядом трёхэтажном здании поста ЭЦ.
На станции имеются подразделения Таганрогской таможни и брокерские фирмы, обслуживающие погранпереход, находящийся на станции Успенская.
Согласно Постановлению Правительства России, станция Марцево является временным ж.д. пунктом пропуска через государственную границу с обеспечением соответствующего административного режима.
Дальнее пассажирское сообщение в настоящее время по станции отсутствует.

## Пригородное сообщение по станции
Через станцию Марцево курсируют пассажирские поезда пригородного сообщения по маршрутам Ростов — Успенская, Таганрог-2— Успенская в соответствии с действующим расписанием.